# MTVA

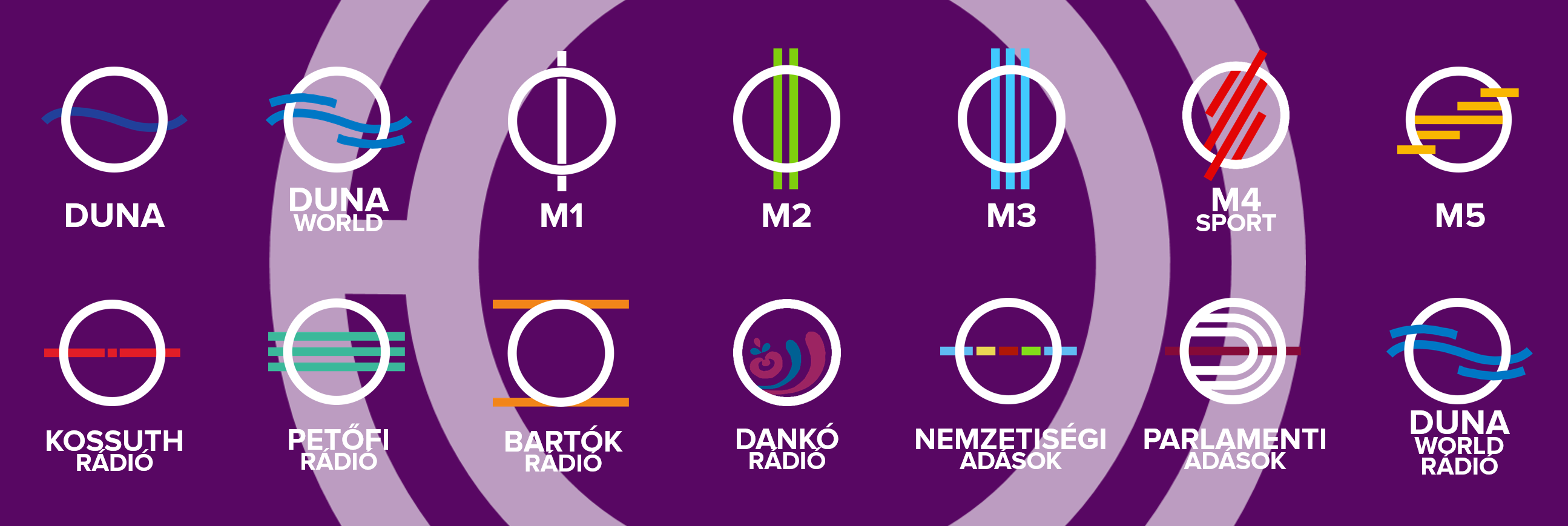
Logos dos canais MTVA.

A Médiaszolgáltatás-támogató és Vagyonkezelő Alap (Apoio ao Serviço de Media e Fundo de Gestão de Ativos) é uma empresa estatal húngara que agrupa todos os meios de comunicação pública (rádio, televisão e internet) do país: Magyar Rádió (rádio), Magyar Televízió (televisão nacional), Duna Televízió (televisão para as comunidades húngaras no exterior) e Magyar Távirati Iroda (agência de noticias)..
É membro da União Europeia de Radiodifusão desde 2014.
Em 2015 foi feita uma alteração na televisão pública: o canal Duna tornou-se a referência de televisão generalista, enquanto o primeiro canal da Magyar Televízió, M1, o mais antigo na Hungria, assumiu-se como um canal de informação contínua.

## Canais de televisão
Atualmente, a televisão é constituída pelos seguintes canais, resultantes da união entre a Magyar Televízió (serviço estatal criado em 1953) e a Duna Televízió (fundada em 1992, para a diáspora húngara):
| Logótipo | Canal      | Descrição | Fundação |
| -------- | ---------- | --- | --- |
|          | Duna       | Principal canal, com programação com predominância nas notícias, dramaturgia, documentários, filmes, cultura, entretenimento e programas educativos. | 24 de dezembro de 1992 (32 anos) 15 de março de 2015 (10 anos) (como estação generalista nacional)                                                          |
|          | M1         | Canal de notícias, baseada em informação, documentários e magazines. É primeiro canal de televisão na Hungria, que começou a transmitir a 15 de dezembro de 1953. Desde 2015, é um canal de informação. | 15 de dezembro de 1953 (71 anos) 15 de março de 2015 (10 anos) (como canal de notícias)                                                                     |
|          | M2         | Canal infantil, com predominância em séries e filmes. Divide frequência com a M2 Petőfi. | 7 de novembro de 1973 (51 anos) 22 de dezembro de 2012 (12 anos) (como canal infantil) 15 de março de 2015 (10 anos) (dividindo frequência com a M2 Petőfi) |
|          | M2 Petőfi  | Canal juvenil, para os jovens entre os 16 e os 35 anos, com predominância em transmissões ao vivo, festivais, concertos, entretenimento, conteúdo educativo e cinematográfico e vida quotidiana para jovens, como também conteúdo exclusivo do seu homólogo de rádio, a Petőfi Rádió. Divide frequência com a M2. | 7 de novembro de 1973 (51 anos) 15 de março de 2015 (10 anos) (dividindo frequência com a M2)                                                               |
|          | M3         | Canal dedicado a programas e séries dos arquivos da televisão húngara. Desde 1 de maio de 2019, é apenas transmitido na internet. | 20 de dezembro de 2013 (11 anos) |
|          | M4 Sport   | Canal desportivo. | 18 de julho de 2015 (9 anos) |
|          | M5         | Canal cultural, incluindo principalmente programas culturais, educacionais e artísticos. | 6 de agosto de 2016 (8 anos) (como canal desportivo) 18 de setembro de 2016 (8 anos) (como canal cultural)                                                  |
|          | Duna World | Canal dedicado à diáspora húngara. | 16 de abril de 2006 (18 anos) 1 de janeiro de 2012 (13 anos) (como canal internacional)«                                                                    |

## Canais de rádio
Atualmente, a Magyar Rádió é constituída pelos seguintes canais:
| Estação            | Descrição | Fundação                          |
| ------------------ | --- | --------------------------------- |
| Kossuth Rádió      | Rádio generalista, com programação baseada em conteúdos generalistas, com forte incisão na informação, cultura e ciência. | 1 de dezembro de 1925 (99 anos)   |
| Petőfi Rádió       | Rádio musical, com a sua programação baseada em música pop-rock e urbana.                                                 | 16 de dezembro de 1934 (90 anos)  |
| Bartók Rádió       | Rádio cultural, com programação baseada em música clássica, jazz e obras literárias.                                      | 1960 (65 anos)                    |
| Dankó Rádió        | Rádio nacional, com programação baseada em música folk húngara, operetas e música do mundo.                               | 22 de dezembro de 2012 (12 anos)  |
| Nemzetiségi adások | Rádio dirigida às minorias étnicas e culturais do pais.                                                                   | 1 de fevereiro de 2007 (18 anos)  |
| Parlamenti adások  | Rádio que transmite as sessões da Assembleia Nacional da Hungria. Disponível apenas na internet.                          | 1 de fevereiro de 2007 (18 anos)  |
| Duna World Rádió   | Rádio dedicada à diáspora húngara. Disponível apenas na internet.                                                         | 27 de fevereiro de 2012 (13 anos) |

## Agência de notícias
| Plataforma            | Descrição                                                                 | Fundação                      |
| --------------------- | ------------------------------------------------------------------------- | ----------------------------- |
| Magyar Távirati Iroda | Principal agência de informação da Hungria, fundada a 1 de março de 1880. | 1 de março de 1880 (145 anos) |